# О5
О5 ([czyt. apjat’ ], homofon wyrazu опять – jeszcze raz) – drugi i zarazem ostatni oficjalny album grupy 5’nizza.

## Lista utworów
1. Луна, успокой меня (2:47)
2. Огонь и Я (2:46)
3. Немае Куль (2:49)
4. Морячок (3:33)
5. It’s over now (3:12)
6. Половина меня (4:22)
7. Новый день (4:34)
8. Нету дома, нету флага (2:49)
9. Оно (2:57)
10. Мы одно (3:13)
11. Это тебе (4:25)
12. Ты такая (3:18)
13. Натяни… (2:57)
14. Жёлтая (4:58)
15. Солнце (4:06)
16. Эй, где ты? (2:45)

## Muzyka i teksty piosenek
Według Aleksandra Murzakowa dziennikarza z portalu zwuki.ru (ros. «Звуки.ру») album „O5” jest bardziej zróżnicowany pod względem gatunkowym od swojego poprzednika. W spektrum wykorzystanych stylów wchodzi reggae, bossa-nova – „w mierze tradycyjnych kupletów śpiewanych łamaczy języka i otchłani miłosno-sentymentalnego nastroju. Andriej Nikitin z Rap.ru twierdzi, że bardzo ciężko prawidłowo opisać styl grupy. Nie można określić go mianem rapu, ani akustycznego reggae. 5’nizza nie chciała zostać zaszufladkowana, a aspiracją zespołu było stworzenie muzyki będącej kontynuacją klimatu poprzedniej płyty. Koncepcję twórczą duetu opisywano jako „płacz i krzyk w stylu reggae z odrobiną jazzu oraz piosenką autorską. Dwa głosy, gitara akustyczna, wszystkie brakujące instrumenty są z kolei tak imitowane za pomocą głosu, iż nie sposób je zidentyfikować”. W lutowym numerze miesięcznika „Fuzz” z 2005 roku ukazał się wywiad z członkami grupy, którzy opowiedzieli o znaczeniu każdej z piosenek znajdujących się na płycie.